# Hypogeophis
Hypogeophis é um género de anfíbios da família Grandisoniidae. É endémico das Ilhas Seychelles.

## Espécies
- Hypogeophis brevis Boulenger, 1911
- Hypogeophis montanus  Maddock, Wilkinson, and Gower, 2018
- Hypogeophis pti  Maddock, Wilkinson, Nussbaum, and Gower, 2017
- Hypogeophis rostratus (Cuvier, 1829)